# 道祖神

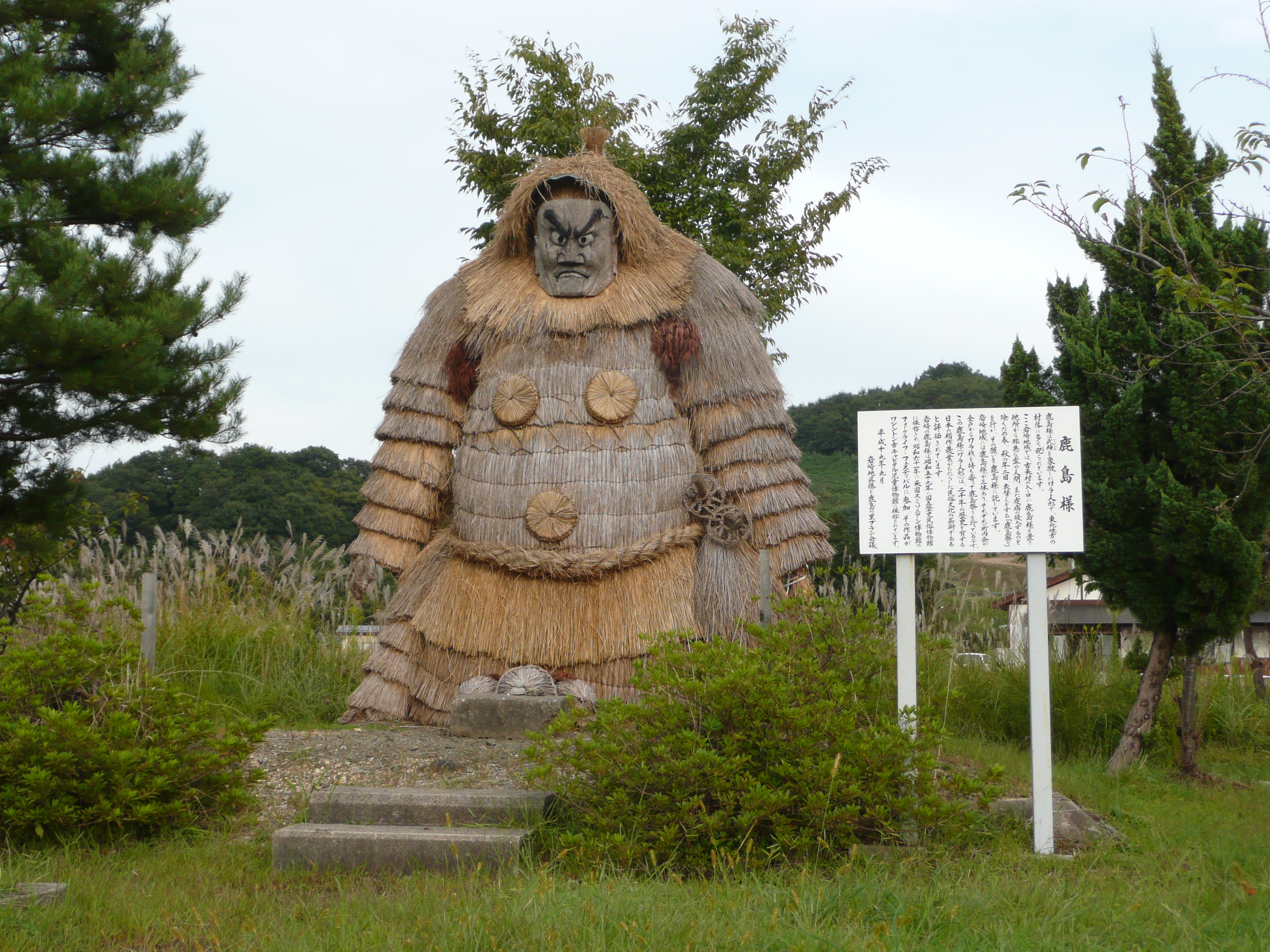
秋田県湯沢市岩崎地区に古くから伝わる鹿島様

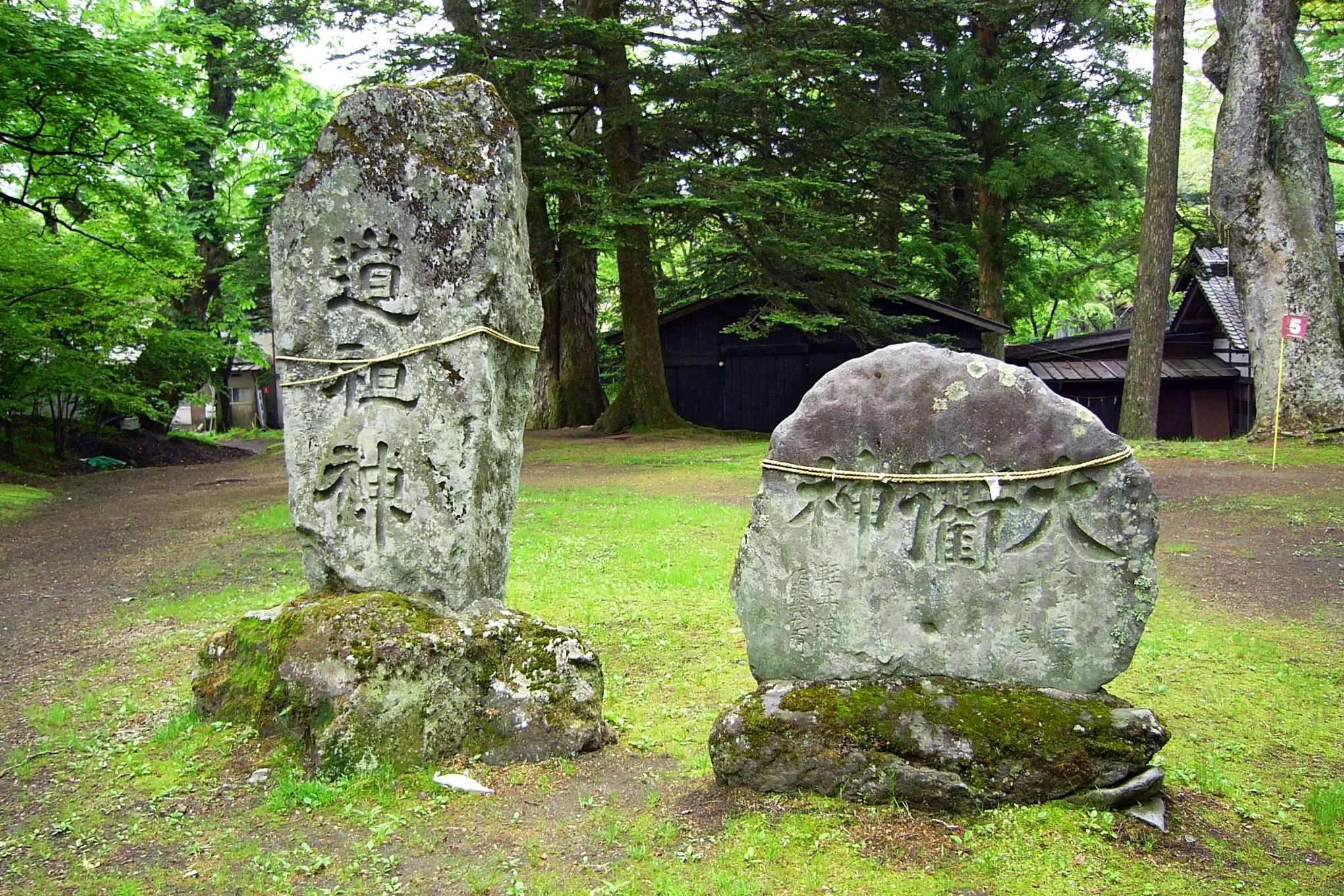
道祖神（長野県軽井沢町にて）

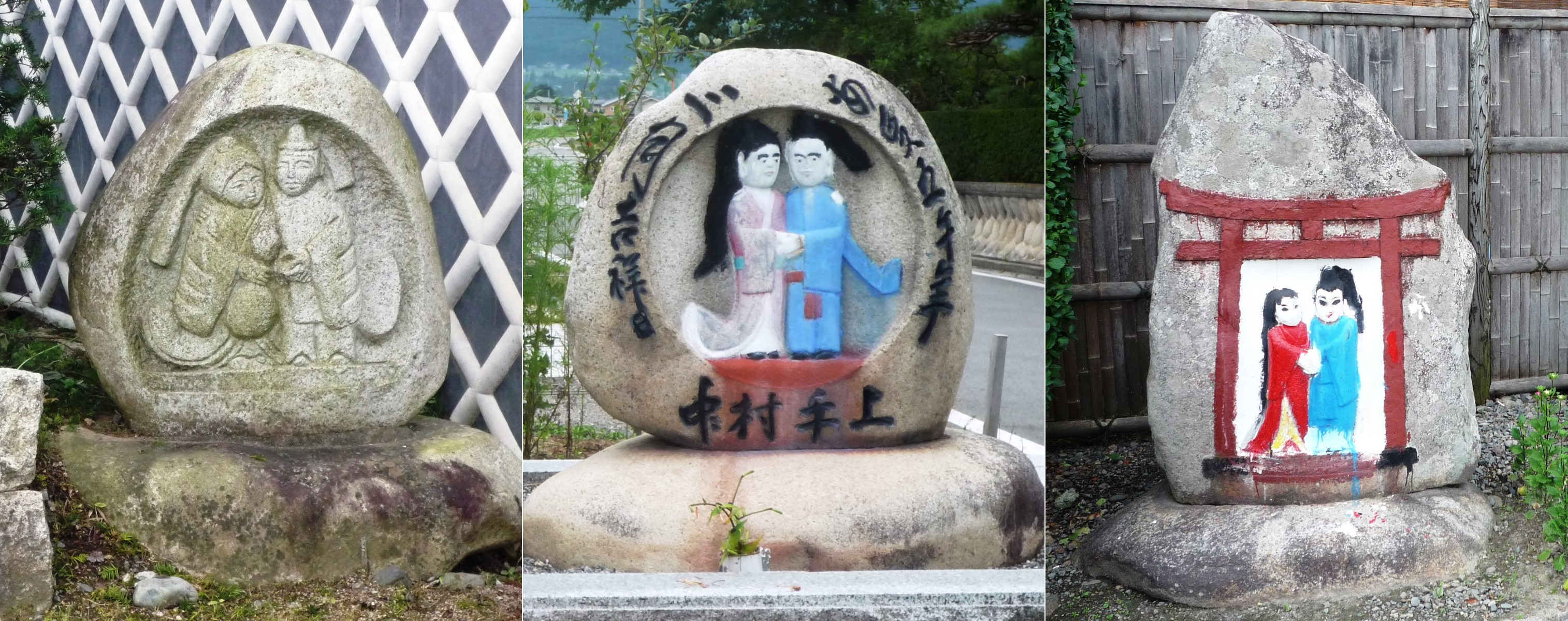
長野県安曇野市穂高の道祖神。男女二神が手を取り合う和合の形を示す「双体像」が安曇野市には多い。

道祖神（どうそじん、どうそしん）は、村境、峠などの路傍にあって外来の疫病や悪霊を防ぐ神である。のちには縁結びの神、旅行安全の神、子どもと親しい神とされ、男根形の自然石、石に文字や像を刻んだものなどがある。

## 概要
道祖神は、路傍の神である。集落の境や村の中心、村内と村外の境界や道の辻、三叉路などに主に石碑や石像の形態で祀られる神で、村の守り神、子孫繁栄、近世では旅や交通安全の神として信仰されている。
厄災の侵入防止や子孫繁栄等を祈願するために村の守り神として主に道の辻に祀られている民間信仰の石仏であると考えられており、自然石・五輪塔もしくは石碑・石像等の形状である。中国では紀元前から祀られていた道の神「道祖」と、日本古来の邪悪をさえぎる「みちの神」が融合したものといわれる。全国的に広い分布をしているが、出雲神話の故郷である島根県には少ない。甲信越地方や関東地方に多く、中世まで遡り本小松石の産業が盛んな神奈川県真鶴町や、とりわけ道祖神が多いとされる長野県安曇野市では、文字碑と双体像に大別され、庚申塔・二十三夜塔とともに祀られている場合が多い（真鶴町と安曇野市は友好親善提携が結ばれている）。
各地で様々な呼び名が存在する。道陸神（どうろくじん）、賽の神、障の神、幸の神（さいのかみ、さえのかみ）、タムケノカミなど。秋田県湯沢市付近では「仁王さん」（におうさん）の名で呼ばれる。
道祖神の起源は不明であるが、『平安遺文』に収録される8世紀半ばの文書には地名・姓としての「道祖」が見られ、『続日本紀』天平勝宝8歳（756年）条には人名としての「道祖王」が見られる。
神名としての初見史料は10世紀半ばに編纂された『和名類聚抄』で、11世紀に編纂された『本朝法華験記』には「紀伊国美奈倍道祖神」（訓は不詳）の説話が記されており、『今昔物語集』にも同じ内容の説話が記され、「サイノカミ」と読ませている。平安時代の『和名抄』にも「道祖」という言葉が出てきており、そこでは「さへのかみ（塞の神）」という音があてられ、外部からの侵入者を防ぐ神であると考えられている。13世紀の『宇治拾遺物語』に至り「道祖神」を「だうそじん」と訓じている。後に松尾芭蕉の『奥の細道』の序文で書かれることで有名になる。しかし、芭蕉自身は道祖神のルーツには、何ら興味を示してはいない。
道祖神が数多く作られるようになったのは18世紀から19世紀で、新田開発や水路整備が活発に行われていた時期である。
神奈川県真鶴町では特産の本小松石を江戸に運ぶために村の男性たちが海にくり出しており、皆が祈りをこめて道祖神が作られている。
岐の神と同神とされる猿田彦神と習合したり、猿田彦神および彼の妻といわれる天宇受売命と男女一対の形で習合したりもし、神仏混合で、地蔵信仰とも習合したりしている。集落から村外へ出ていく人の安全を願ったり、悪疫の進入を防ぎ、村人を守る神として信仰されてきたが、五穀豊穣のほか、夫婦和合・子孫繁栄・縁結びなど「性の神」としても信仰を集めた。また、ときに風邪の神、足の神などとして子供を守る役割をしてきたことから、道祖神のお祭りは、どの地域でも子供が中心となってきた。

## 種類・形状
道祖神は様々な役割を持った神であり、決まった形はない。材質は石で作られたものが多いが、石で作られたものであっても自然石や加工されたもの、玉石など形状は様々である。像の種類も、男神と女神の祝事像や、握手・抱擁・接吻などが描写された像などの双体像、酒気の像、男根石、文字碑など個性的でバラエティに富む。
- 単体道祖神
- 単体二神道祖神
- 球状道祖神
- 文字型道祖神
- 男根型道祖神[1]
- 自然石道祖神
- 題目道祖神
- 双体道祖神

双体道祖神は一組の人像を並列させた道祖神。「双立道祖神」の呼称も用いられたが、座像や臥像の像も見られることから、「双体道祖神」の呼称が用いられる。双体道祖神は中部・関東地方の長野県・山梨県・群馬県・静岡県・神奈川県に多く分布し、東北地方においても見られる。山間部において濃密に分布する一方で平野・海浜地域では希薄になり、地域的な流行も存在することが指摘される。伊藤堅吉は1961年時点で全国に約3000基を報告しており、紀年銘が確認される中で最古の像は江戸時代初期のものとしている。
- 餅つき道祖神
- 丸石道祖神
- 多重塔道祖神

## 道祖神信仰
道祖神は日本各地に残されており、なかでも長野県や群馬県で多く見られ、特に長野県の安曇野は道祖神が多い土地でよく知られている 。
長野県安曇野市には約400体の石像道祖神があり、市町村単位での数が日本一である。同じく長野県松本市でも旧農村部に約370体の石像道祖神があるが、対して旧城下は木像道祖神が中心であった。ほか、長野県辰野町沢底地区には日本最古のものとされる道祖神がある（異説あり）。奈良県明日香村にある飛鳥の石造物（石人像）は飛鳥時代の石造物であるが、道祖神とも呼ばれており、国の重要文化財となっている。
道祖神を祭神としている神社としては、愛知県名古屋市にある洲崎神社が挙げられる。小正月の道祖神祭礼には、かつて甲斐国（現在の山梨県に相当）で行われていた甲府道祖神祭礼や、現在も行われている神奈川県真鶴町（道祖神 (真鶴町)）、長野県野沢温泉村の道祖神祭り（国の重要無形民俗文化財に指定されている日本三大火祭りのひとつ）などがある。

## 参考画像

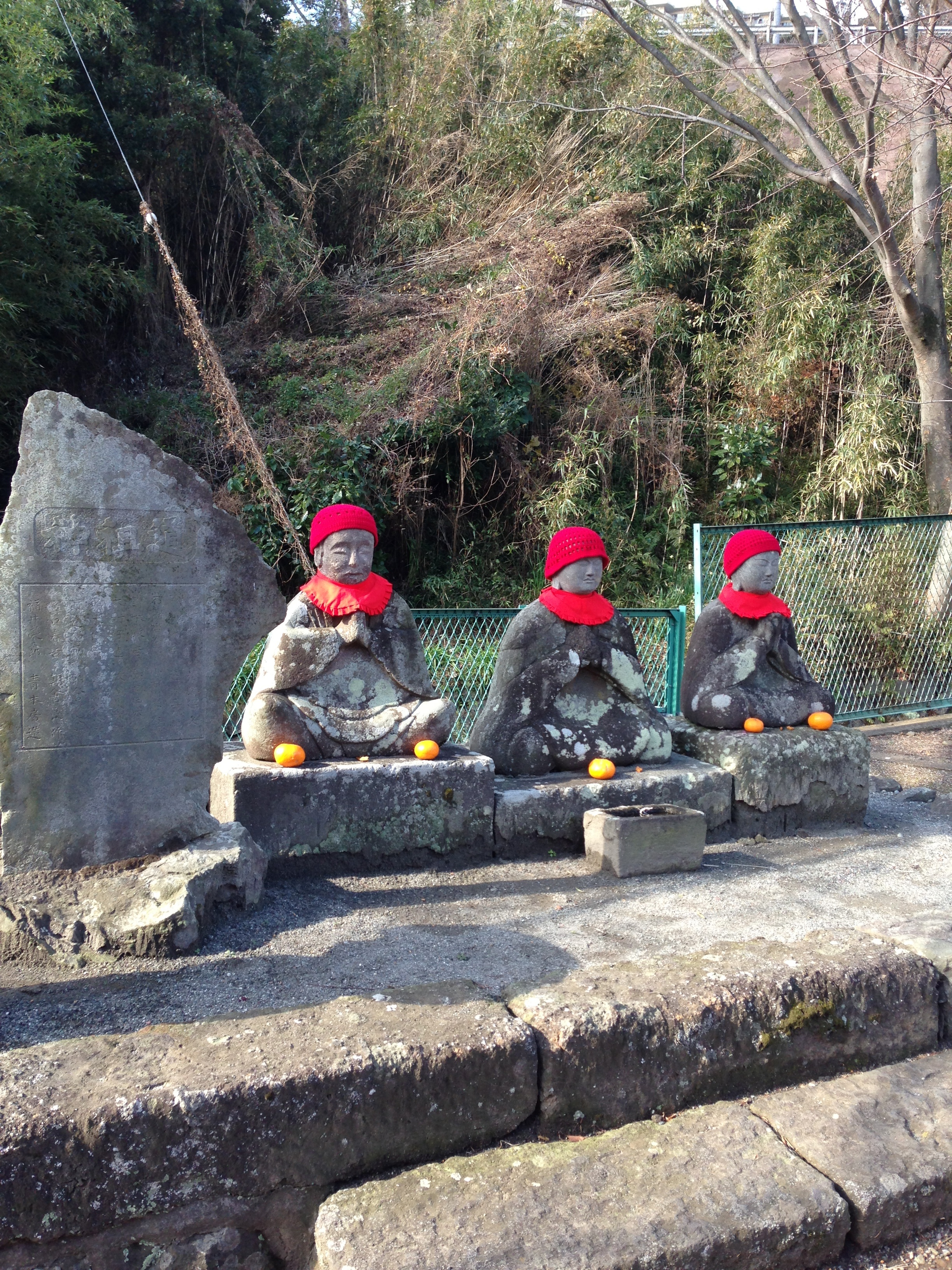
上の道祖神（神奈川県真鶴町にて）。
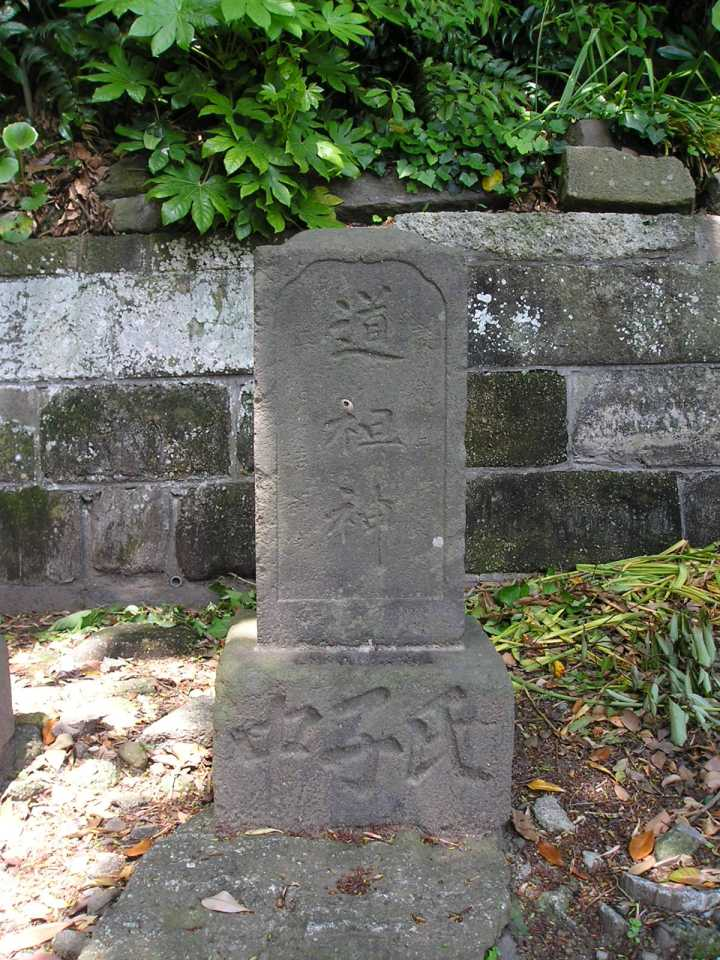
道祖神（神奈川県藤沢市にて）。
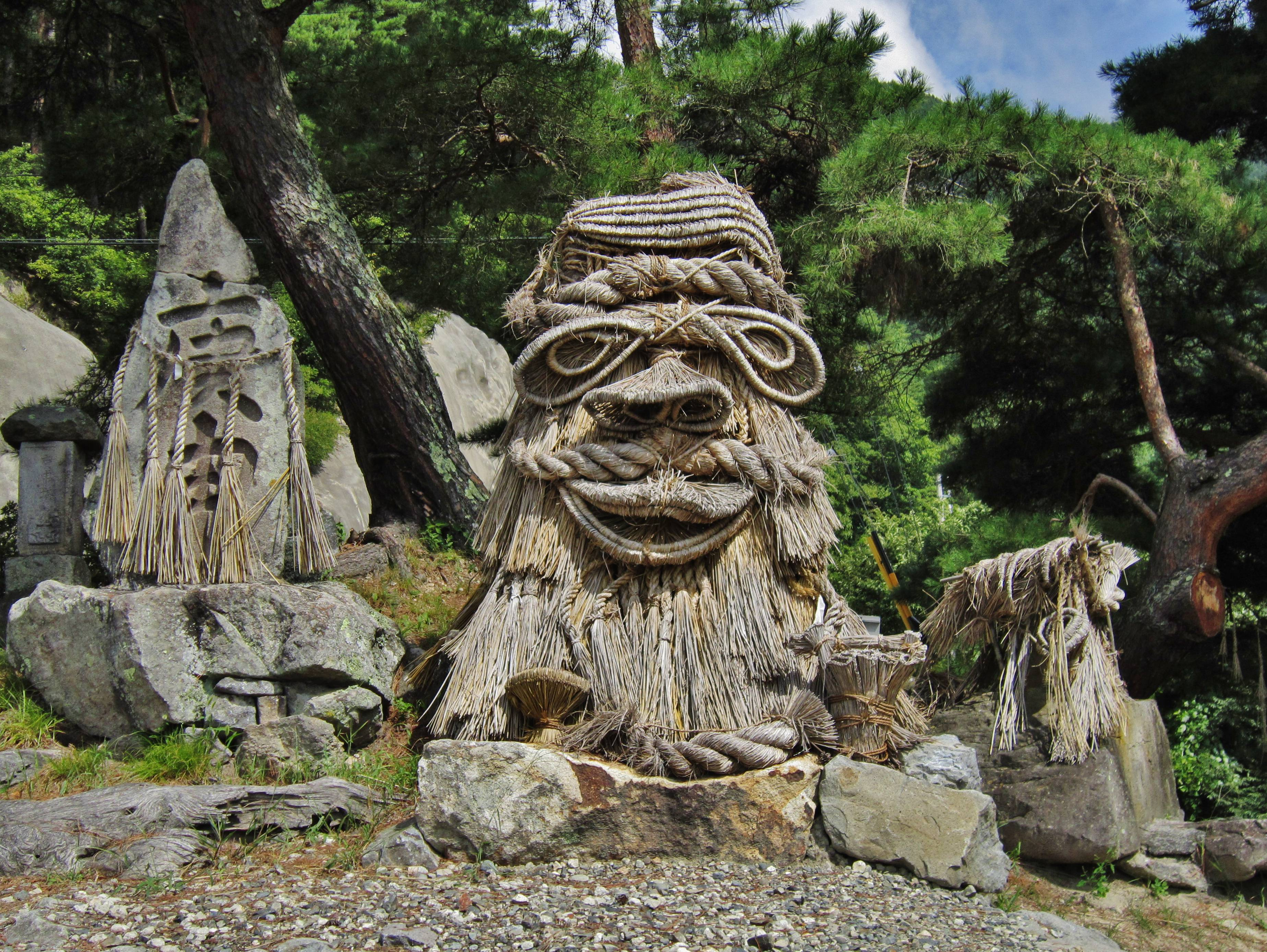
道祖神（長野県長野市大岡地区にて）。
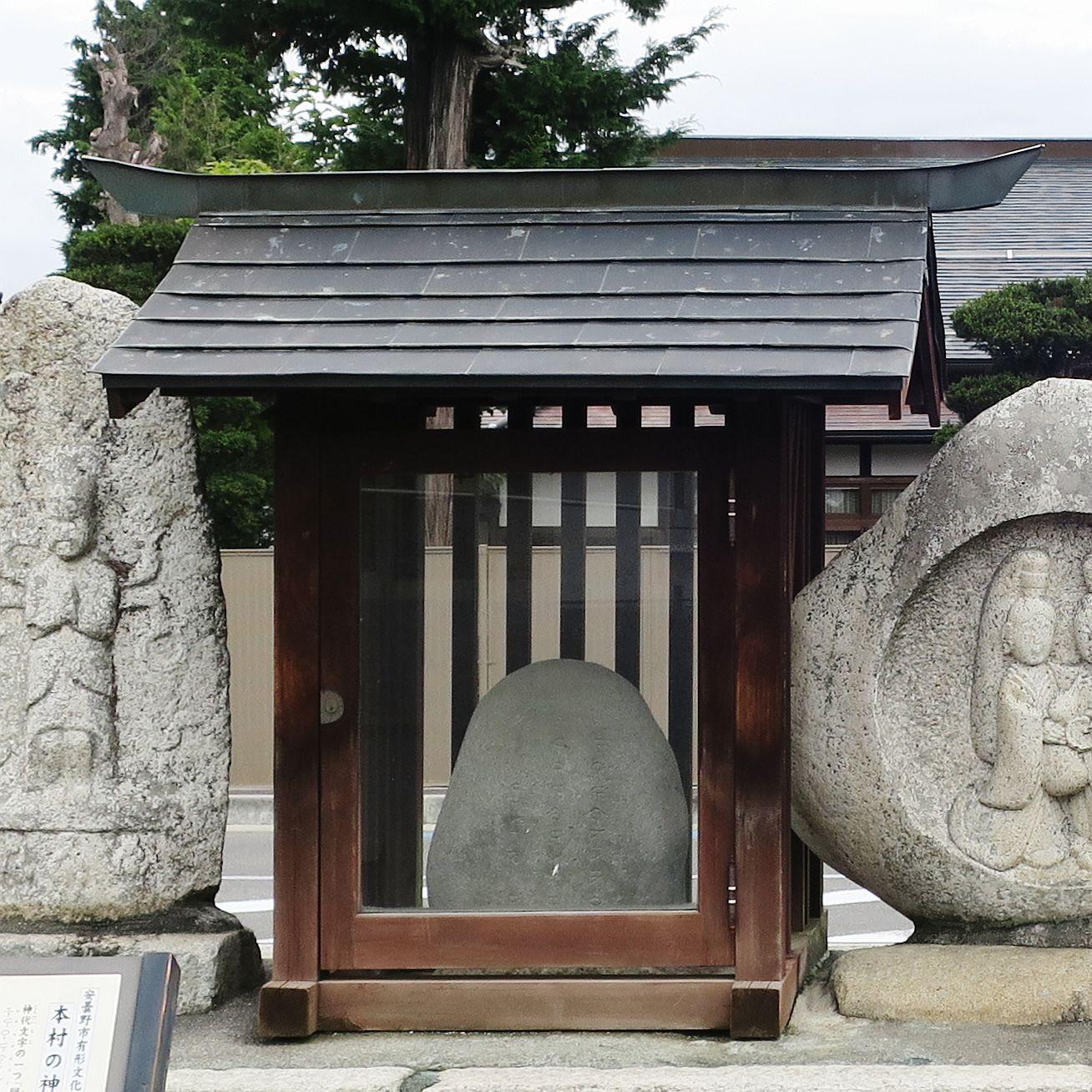
本村の神代文字碑（長野県安曇野市）。
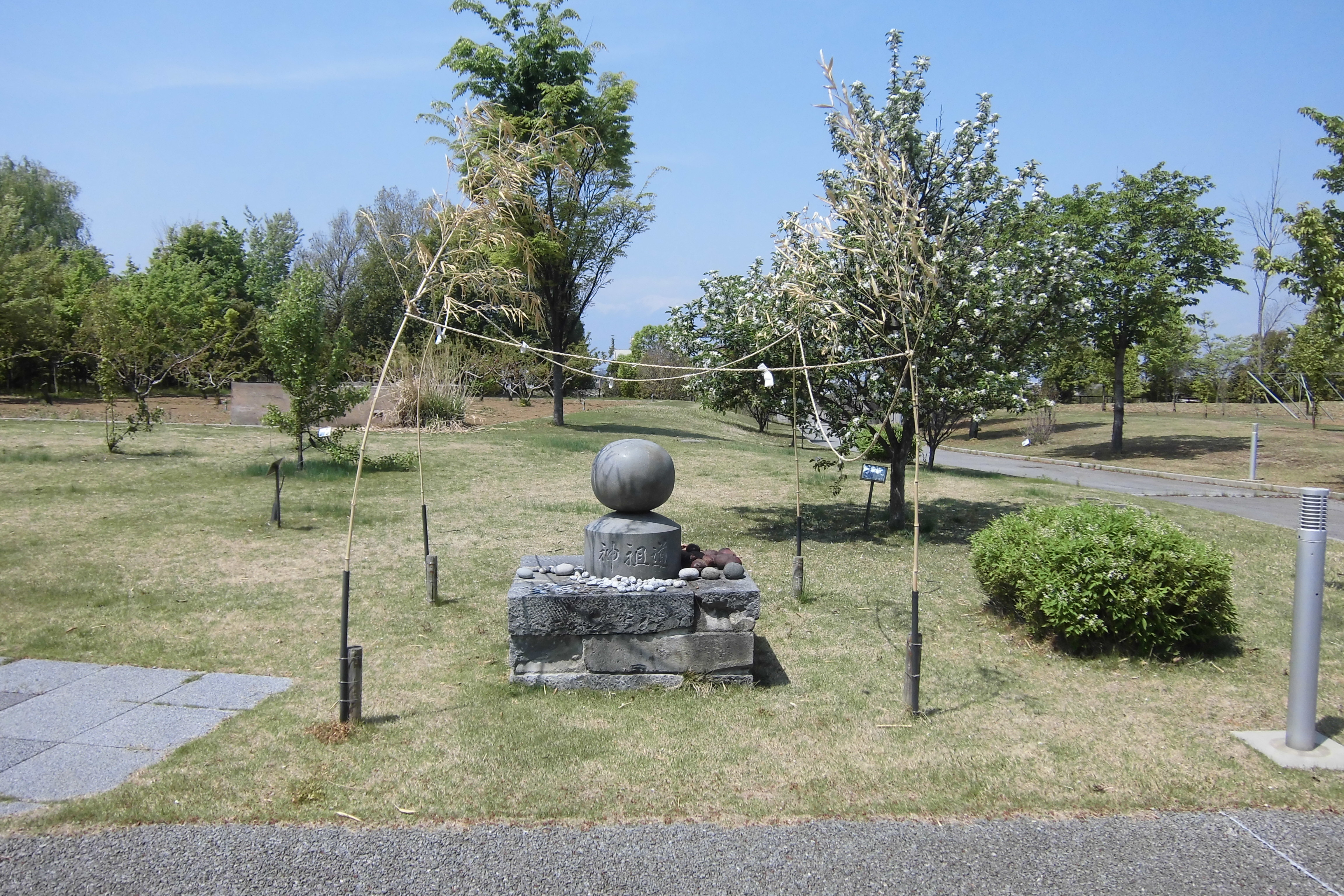
山梨県立博物館の丸石道祖神（山梨県甲府市上石田旧蔵）。
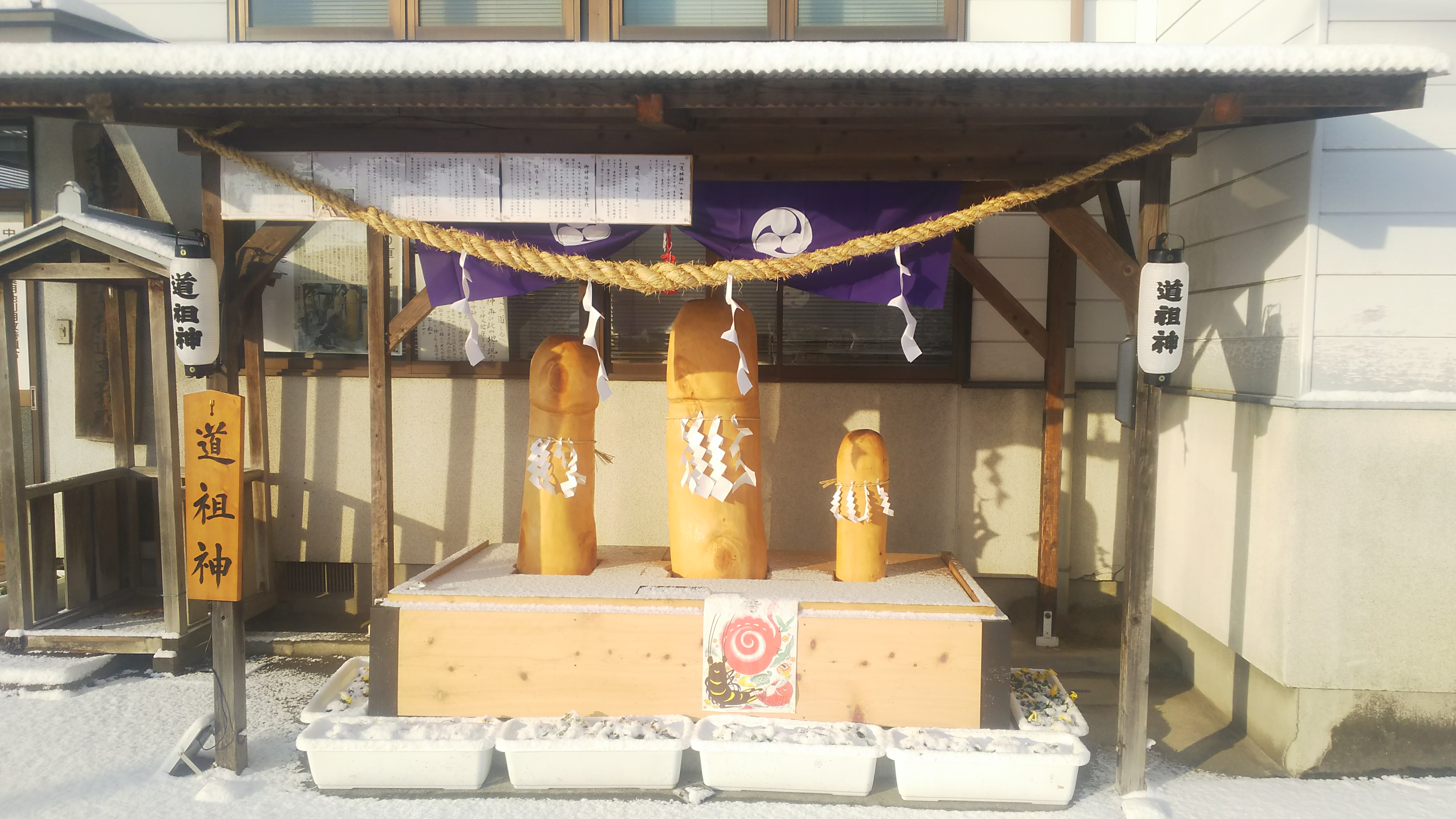
宮城県遠田郡美里町北浦字道祖神の地に安置されているご神体 仙台市広瀬通拡張工事に伴い伐採されたイチョウの木を譲り受け、新たに製作された。
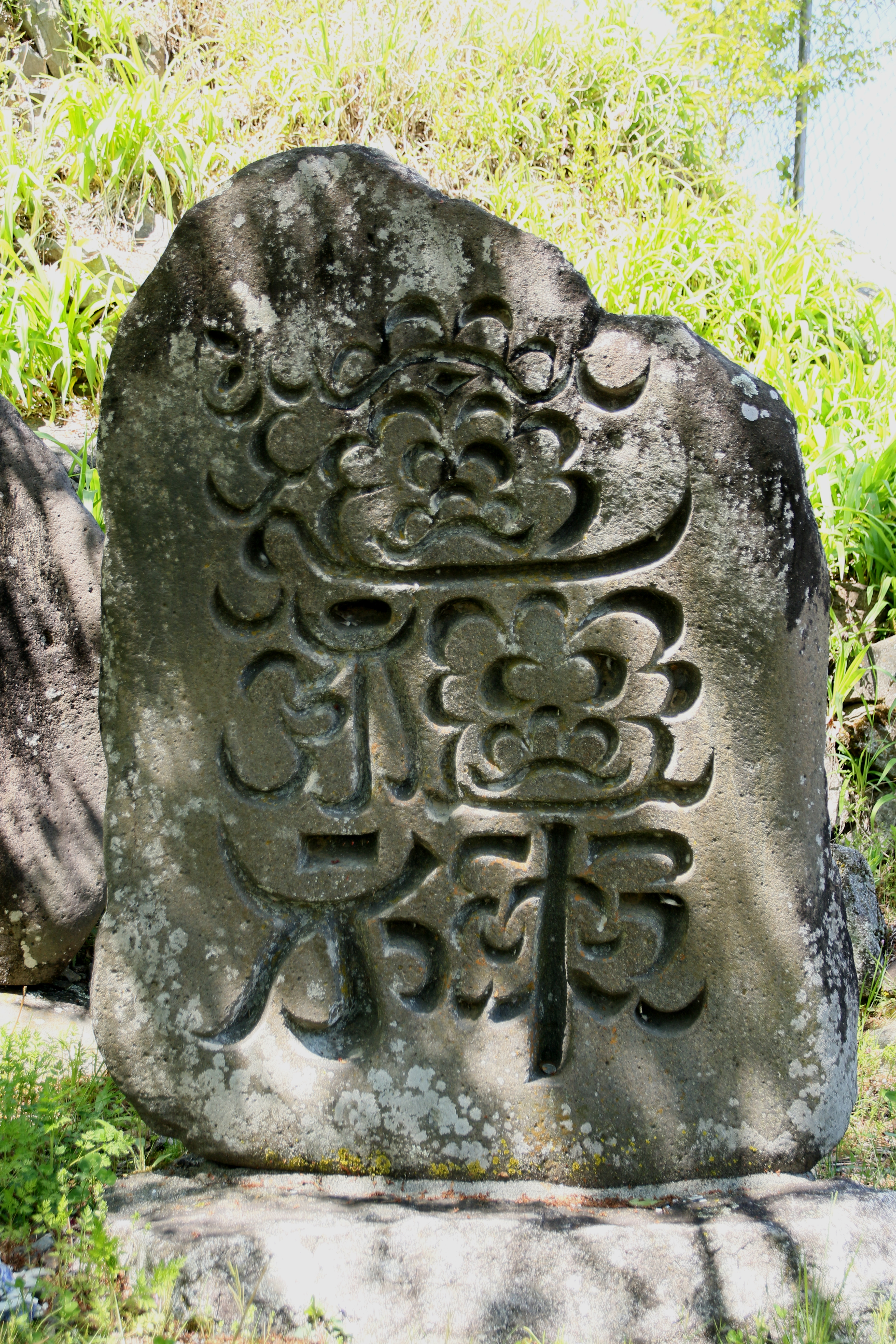
長野県伊那市高遠町長藤にある花文字道祖神。
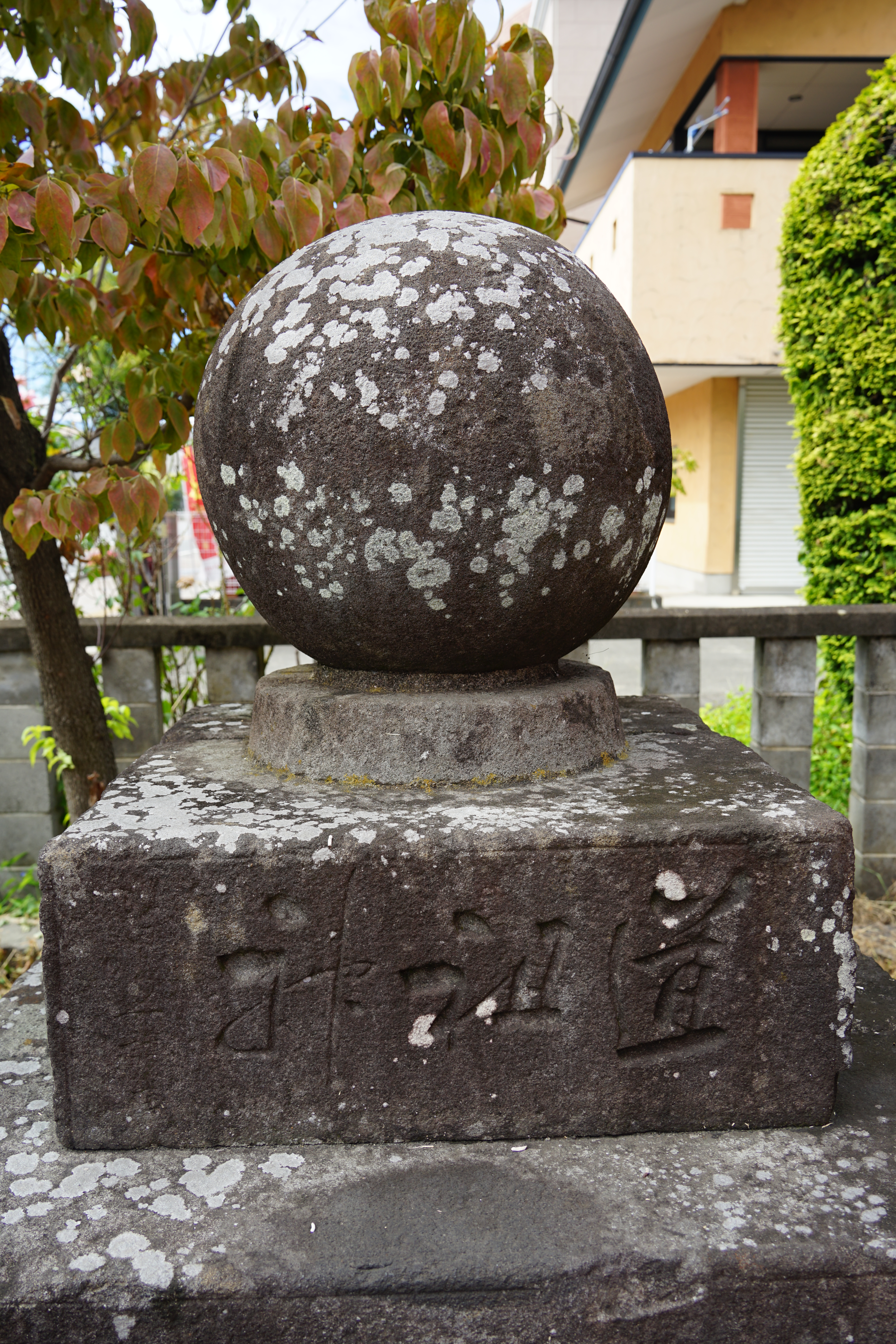
山梨県笛吹市石和町市部の石和八幡神社にある丸石道祖神。
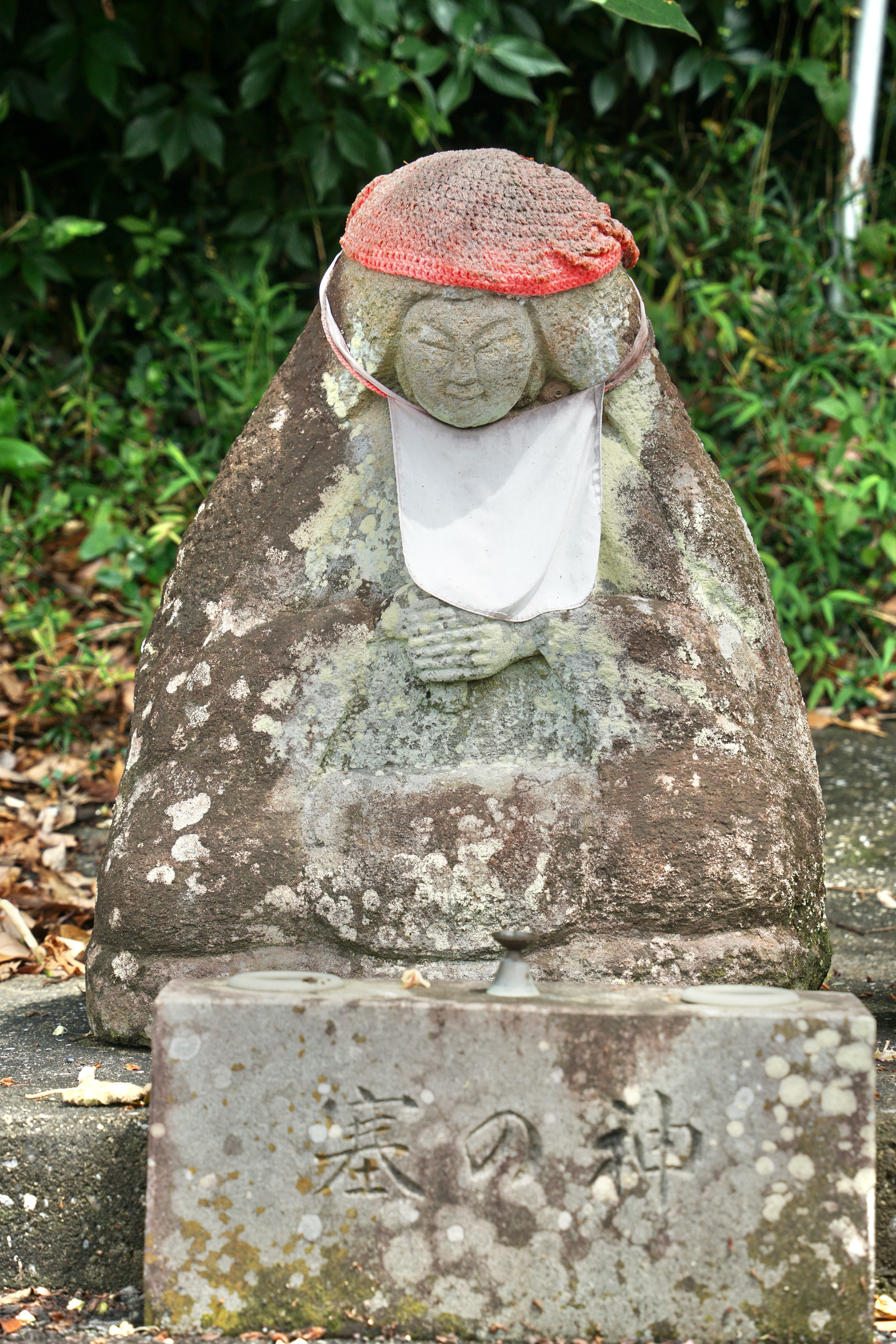
静岡県沼津市大平にある伊豆型道祖神。
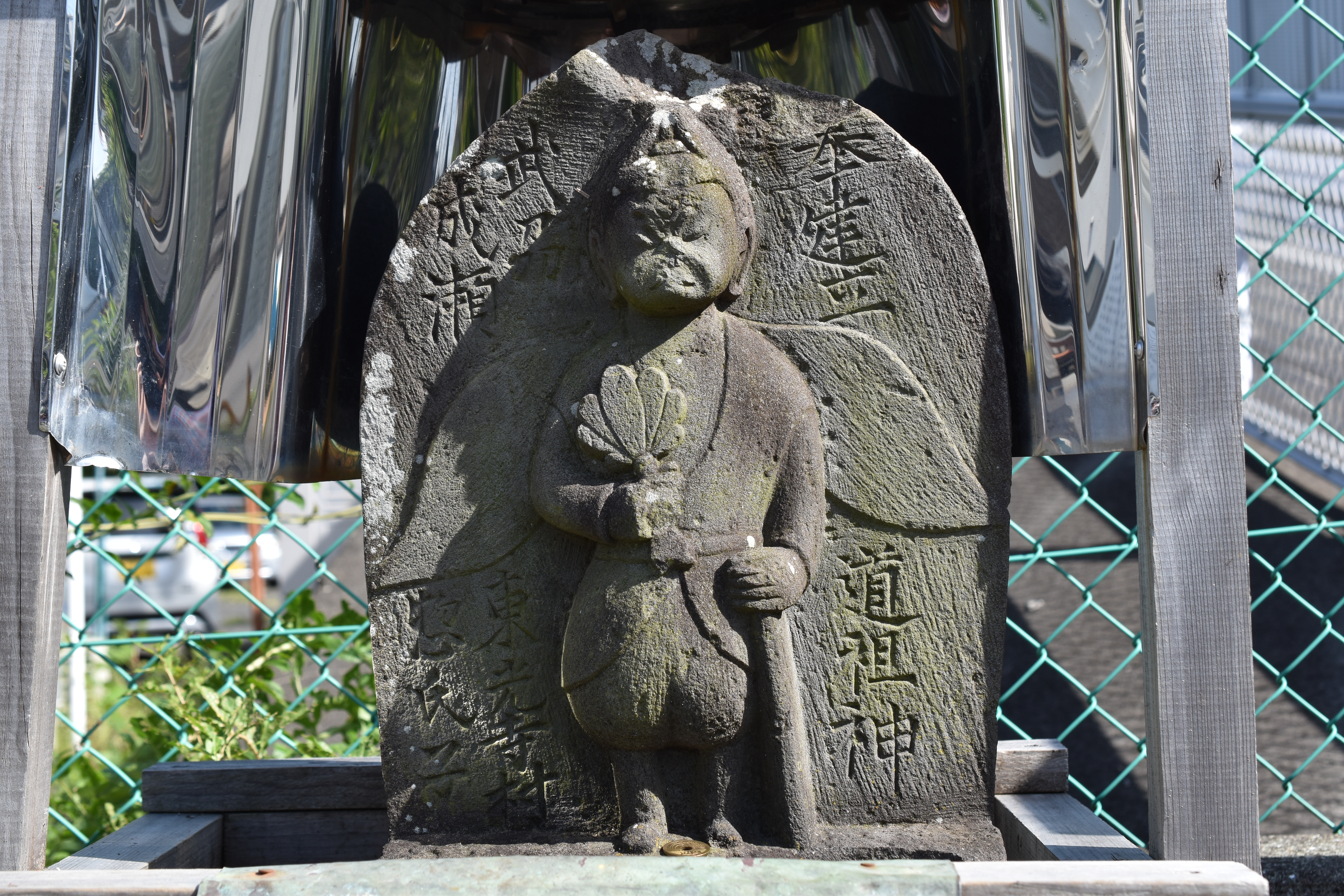
烏天狗像が彫られた道祖神（東京都町田市南成瀬）。
- 妻野神（サイノカミ）と刻まれた道祖神（東京都町田市高ヶ坂）。

## 関連資料
- 出口米吉 「正月十五日の道祖神祭につきて」 『東京人類學會雜誌』 日本人類学会、第17巻第193号、1902年、pp.272-281。NAID 130003827245、doi:10.1537/ase1887.17.272
- 本位田重美 「道祖神考」『人文論究』 関西学院大学、第20巻第1号、1969年4月10日、pp.1-15。NAID 40001969814
- 本位田重美 「続道祖神考」『人文論究』 関西学院大学、第25巻第3号、1975年12月5日、pp.1-14。NAID 110001068607
- 倉石忠彦 「都市と道祖神信仰」、『国立歴史民俗博物館研究報告』 国立歴史民俗博物館、第103巻、2003年3月、pp.237-262。doi:10.15024/00001094
- 張麗山 「境界神としてのサルタヒコ」、『東アジア文化交渉研究』 関西大学文化交渉学教育研究拠点、第5巻、2012年2月1日、pp.103-113。NAID 110008793766。
- 鈴木英恵 「33 東西にみる道祖神の現状」、『年報非文字資料研究』 、神奈川大学日本常民文化研究所付置非文字資料研究センター、2011年3月、7号 p.457-478。